# ラブラッシュ!
『ラブラッシュ!』は、山本亮平による日本の漫画作品。『週刊少年ジャンプ』（集英社）にて、2016年38号から同年50号まで連載された。

## 登場人物

### 人間
白馬 レイジ（はくば レイジ）
人間。どんな種族の女性も惹きつけてしまう。「男の中の男遺伝子」を持つ。
一宮 シズク（いちのみや シズク）
人間。レイジの男の中の男遺伝子が効かない唯一の女性。

### キューピット族
ココロ＝ロコ＝ロココ
キューピット族。レイジの事が好きで天界からやってきた。
クビコ
キューピット族。ココロの付き人。

### サキュバス族
エリス＝ラペシュ
サキュバス族。サキュバスなのに引っ込み思案。
ネロ
使い魔。エリスに付き従っている。

## 反響
連載が開始された時には、本作にはセクシーな描写がありつつも、一途や情熱的な要素もあるため、展開に期待されていた。主人公のレイジがモテる理由が「遺伝子」によるものであるときちんと描かれているため、読者から「モテモテ主人公に納得」と絶賛された。ラブコメの定番である「どっちつかず」な展開にならず、レイジが第2話でシズクに告白する展開についても絶賛され、「ラブコメ漫画の常識を覆す作品になるかもしれない」とされていた。

## 書誌情報
- 山本亮平『ラブラッシュ!』集英社〈ジャンプ・コミックス〉、全2巻
  1. 2016年12月2日発売[5]、ISBN 978-4-08-880874-1
  2. 2016年12月31日発売[6]、ISBN 978-4-08-880889-5